# Die unheimlichen Briefe
Edgar Wallace: Die unheimlichen Briefe ist ein deutscher Kriminalfilm von Wolfgang F. Henschel aus dem Jahr 2002. Produziert wurde er von Horst Wendlandt, das Drehbuch stammt von Peter Jürgensmeier und Florian Pauer. Der Film wird inspiriert durch die Romane von Edgar Wallace und baut auf dessen Roman The Missing Million auf. Er war Teil der zweiten Staffel einer Serie von 8 Folgen in 2 Staffeln, die in den Jahren 1995 bis 1998 im Auftrag des Fernsehsenders RTL gedreht wurde, wurde jedoch erst am 13. April 2002 bei Super RTL zum ersten Mal gesendet.
Aufgenommen wurden die Filmszenen in London sowie in Berlin und Brandenburg.

## Handlung
Inspektor Higgins und seine Kollegin Barbara Lane sollen im Auftrag von Sir John den Selbstmord eines vermeintlichen Säufers und Kleinkriminellen aufklären und stoßen dabei auf einige Unstimmigkeiten. Kurze Zeit darauf wird dessen Freund und ehemaliger Komplize Tom Averil ermordet, wobei für den Tod ein Unfall inszeniert wurde. Higgins und Clark nehmen die Spur auf und stoßen dabei auf einen ungeklärten Diamantenraub bei Juwelier William Bolden, in den beide verwickelt waren. Während Higgins versucht, mehr über den Fall bei ihrem damaligen Anwalt Robert Frazer zu erfahren, wird auch dieser ermordet. Das Team stößt auf eine Serie von gereimten Anzeigen in der Times, die mit dem Fall und dem damaligen Diamantenmord in Verbindung stehen, und in der Anzeigenaufnahme treffen sie auf die Angestellte Peggy Lynch, die ihnen für eine Story helfen will.
Higgins und Clark finden heraus, dass es sich bei dem Raub um eine Inszenierung handelte, bei der ein Mann ums Leben kam, der mit Valerie Tinwhister, der Nichte der Haushälterin Miss Thinwhister, verlobt war; diese nahm sich kurz darauf das Leben. Kurze Zeit darauf verunfallt Bolden, kann jedoch verletzt geborgen werden. Ein weiterer bis dahin unbekannter Komplize des Raubs, Stephen Scott, versucht Bolden zu erpressen und das Versteck der Juwelen zu entdecken – auch er wird jedoch getötet. Bolden ist somit der letzte Überlebende, und während das Team ihn im Krankenhaus besucht, versagt dessen Herzschrittmacher. Clark kann ihn retten, indem sie in mit einer Bleischürze überdeckt. Auf dem Parkplatz stellt Higgins Peggy Lynch mit einer Fernbedienung, mit der sie bereits das Auto und später den Rollstuhl von Bolden manipuliert hatte und die sie nun auch für den Herzschrittmacher einsetzen wollte. Sie entpuppt sich als die vermeintlich tote Valerie Tinwhister, und es stellt sich heraus, dass beide gemeinsam die Morde als Rache an ihrem Verlobten geplant hatten.

## Kritik
Der Film wurde sehr negativ kritisiert. So schrieb etwa die Redaktion der TV Spielfilm: „Peinlicher TV-Krimi aus einer Reihe von fünf neuen Wallace-Verfilmungen, die zu Recht vier Jahre im Giftschrank lagen.“